# Casa unifamiliar al carrer Vic, 14 (Castellterçol)
La Casa unifamiliar al carrer Vic, 14 és una obra eclèctica de Castellterçol (Moianès) inclosa a l'Inventari del Patrimoni Arquitectònic de Catalunya.

## Descripció
Edifici entre parets mitgeres, de composició simètrica. Consta de planta baixa i dos pisos. El parament de la façana crea un ritme horitzontal. Les obertures de la planta baixa i del primer pis són rectangulars amb una motllura a la part superior. Les obertures del segon pis són geminades, amb una columna central, i d'arc de mig punt. Al primer pis hi ha tres balcons.

## Història
Aquesta casa es va construir l'any 1907 i a finals del segle XX es va restaurar, tant l'interior com l'exterior.